# Естер Телен
Естер Телен (20 травня 1941 — 29 грудня 2004) була експерткою у галузі психології розвитку. Дослідження Телен були зосереджені на розвитку людини, особливо в області розвитку немовлят.
Телен також був президенткою Товариства дослідження розвитку дитини та Міжнародного товариства вивчення немовлят. Вона була членом Американської асоціації сприяння розвитку науки та Американського психологічного товариства.

## Розвиток немовляти
Телен відома своїми роботами про розвиток немовлят, особливо тими, які зосереджені на розвитку складних рухів і поведінки. Телен застосовувала теорію хаосу до дослідження того, як немовлята вчаться ходити та взаємодіяти з навколишнім світом. На думку Телен, поведінка постає як зразок усіх потоків, що впадають у річку дитячого розвитку. Або, як вона написала: «Розум просто не існує як щось відокремлене від тіла та досвіду». Вона припустила, що немовля вже має основні рухові патерни при народженні, про що свідчить кроковий рефлекс і спонтанні удари ногами.

## Модель розвитку
Роботи Телен розширили модель розвитку Джеральда Едельмана, запропонувавши ширшу концептуалізацію розвитку. Едельман у своїй теорії розвитку нейронів показав, що розвиток відбувається в мозку між нейромережами, які перекриваються та з'єднуються між собою. Епігенетичний процес нейронного розвитку ґрунтується на ідеї залежних від досвіду змін, тобто розвитку або росту шляхом вибіркового та одночасного посилення нервових шляхів. У дитинстві люди постійно рухаються та взаємодіють. Візуальна та кінематична інформація відображаються разом у мозку, а шляхи зміцнюються та зберігаються під час кожної взаємодії. Коли дитина стикається з новою навичкою, дитина бере аналогічну раніше вивчену рухову карту і застосовує її до нової навички. Коли нова навичка розвивається в нову поведінку, вона, своєю чергою, може бути використана для розвитку майбутніх навичок. Періодична діяльність у світі підсилює цю теорію розвитку динамічних систем і допомагає пояснити конструктивістський погляд на теорію систем розвитку. Внесок Телен в цю область включає уявлення про те, що природа фізичного розвитку не абсолютна, а гнучка.
За Телен, розвиток — це самореорганізація (з Я, що належить до системи, а не до психоаналітичного Я), яка виникає внаслідок взаємодії системи/організації/людини з іншою людиною або середовищем.

## Нейронні зв'язки
Для опису цих складних нейронних зв'язків Едельман використовував терміни повторний доступ і дегенерація. Реентрантність[що?] була визначена як складна взаємопов'язана система, в якій реакція може повертатися як стимул. Повторний стимул — це двостороння пряма, яка може проходити паралельно. Дегенерація пояснюється тим, що шлях може бути спільно визначений декількома причинами, а не одним лише. Це спільне визначення множинною причинністю є однією з основних тем теорії систем розвитку, яка також збігається з теорією динамічних систем Естер Телен. Прикладом того, як кілька причин можуть призвести до однієї дії, є рух людини. У тілі мозок може посилати багато різних сигналів, щоб викликати рухи, наприклад мову. Ці сигнали, що надсилаються з мозку, надходять до багатьох різних м'язів, щоб контролювати рух, коли ми вимовляємо слово.

## Втілення в персеверативному[що?]досягненні
Естер Телен використала помилку A-not-B як приклад складності руху. Естер Телен проілюструвала використання параметрів руху в рішенні немовляти перейти в положення А або В. Як зазначено в теорії динамічних систем, для того, щоб відбувся рух, параметр керування має бути збільшений вище порогового значення. Стимул, наданий дитині шляхом розміщення іграшки або натяку на певну схованку, є конкретним стимулом. Це також впливає на рішення, які необхідно прийняти, щоб дитина зробила рух до іграшки. Прийняття рішення про те, куди рухатися, і фактичний рух до іграшки залежить від часу. Три аспекти впливають на час, витрачений на прийняття цього рішення та здійснення руху. Ці фактори включають транзитну та тонічну візуальну інформацію та пам'ять немовлят про місцезнаходження іграшки. Стимулююче завдання починається з першого руху до іграшки. Після того, як дитина вдруге потягнеться до іграшки після того, як вона була схована під кришкою/заслонкою, дитина використовує певний стимул. Це конкретний стимул з їхньої пам'яті про те, як вони вперше потягнулися до іграшки. Після першого руху до позиції А формується спогад. Коли відбувається другий рух до позиції А, стимулу більше дозволяється сприяти прийняттю рішення. Однак після багатьох рухів до позиції А така пам'ять стає дуже сильною. Попри те, що дитина показує, що іграшка знаходиться в положенні B, дитина все одно рухатиметься до положення A, шукаючи іграшку.